# Venom: The Last Dance
Venom: The Last Dance és una pel·lícula de superherois estatunidenca, produïda per Columbia Pictures en associació amb Marvel i distribuïda per Sony Pictures Releasing. Serà la seqüela de Venom (2018) i Venom: Let There Be Carnage (2021) i la cinquena pel·lícula de l'Univers Spider-Man de Sony. Escrita i dirigida per Kelly Marcel, la pel·lícula és protagonitzada per Tom Hardy com Eddie Brock i Venom, juntament amb Juno Temple, Chiwetel Ejiofor i Clark Backo. S'ha subtitulat al català.
Hardy va revelar l'agost de 2018 que va signar per aparèixer en una tercera i última pel·lícula de Venom, i el desenvolupament havia començat el desembre de 2021, després de l'estrena de la segona pel·lícula. Marcel i Hardy estaven escrivint el guió el juny del 2022, i Marcel havia de debutar com a directora amb la pel·lícula aquell octubre. Temple i Ejiofor, es van incorporar a mitjans del 2023 i el rodatge va començar a finals de juny a Espanya. La producció es va aturar el mes següent a causa de la vaga SAG-AFTRA de 2023 i es va reprendre aquell novembre després de la fi de la vaga. El títol es va revelar el març de 2024, moment en què el rodatge estava gairebé acabat.
S'estrenarà el 25 d'octubre de 2024.